# Gmach „Sokoła” w Przeworsku
Gmach „Sokoła” w Przeworsku – budynek w Przeworsku znajdujący się przy ul. Piłsudskiego 8.

## Historia

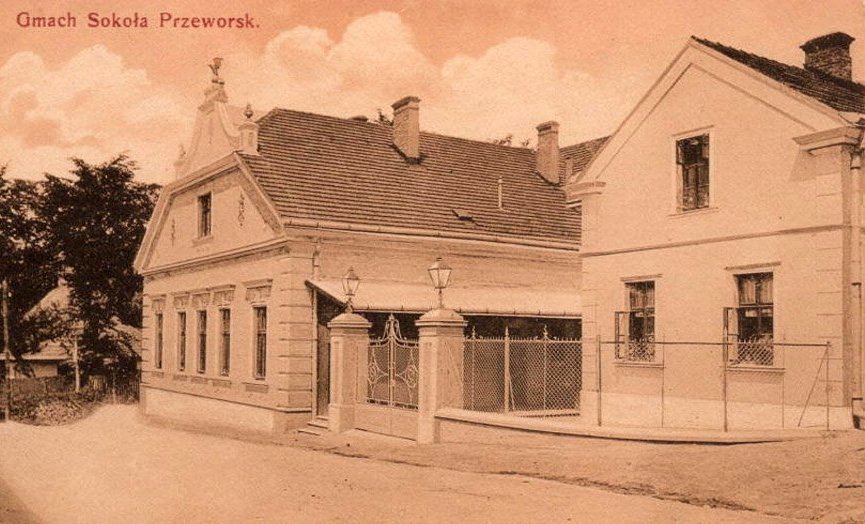
Widok obiektu ok. 1910

Obiekt wzniesiony został w pierwszej połowie XIX wieku jako browar. W 1901 zakupiony od Żyda Langena przez powstałe w 1893 Towarzystwo Gimnastyczne „Sokół” w Przeworsku. Inicjatorem zakupu budynku był prezes Ignacy Smyczyński. Obiekt został zaadaptowany na potrzeby Towarzystwa i rozbudowany. W latach 20. XX wieku Towarzystwo uzyskało koncesję na prowadzenie kinoteatru „Polonia”. W okresie okupacji obiekt został przeznaczony na fabrykę serów. Zniszczono wówczas scenę teatralną, przepadł również księgozbiór i kostiumy teatralne z lat 30.
Od 30 października 1946 w gmachu „Sokoła” mieści się Miejska Biblioteka Publiczna w Przeworsku.

## Tablice
Na elewacji budynku znajdują się dwie tablice pamiątkowe.
- Tablica Generała Jana Władysława Chmurowicza umieszczona 11 listopada 2009
- Tablica Harcerzy umieszczona w 1982 w 70. rocznicę powstania pierwszej drużyny skautowej w Przeworsku (1912) i poświęcona pamięci harcerzy ziemi przeworskiej, którzy oddali życie za Ojczyznę. Tablica w kształcie prostokąta wykonana jest z białego marmuru. Oprócz tekstu po lewej stronie widnieją: godło Polski, herb Przeworska oraz Krzyż Harcerski. Inicjatorami umieszczenia tablicy byli przeworscy harcerze.

Znajdująca się na tablicy inskrypcja posiada następującą treść:

PAMIĘCI HARCERZY

ZIEMI PRZEWORSKIEJ

KTÓRZY SWOJE ŻYCIE

ZŁOŻYLI OJCZYŹNIE

Walcząc na wszystkich

frontach II wojny

światowej w oddziałach

konspiracyjnych

męczonych w więzieniach

i obozach zagłady

W 70 ROCZNICĘ

powstania pierwszej

drużyny skautowej

w Przeworsku

Tablicę tę poświęcają

wierni aż do śmierci

ideałom harcerskim

1912-1982

PRZEWORSK

CZUWAJ!

W bezpośrednim sąsiedztwie obiektu znajduje się Pomnik Konstytucji 3 Maja.